# (31686) 1999 JL26
1999 JL26 (asteroide 31686) é um asteroide da cintura principal. Possui uma excentricidade de 0.10859730 e uma inclinação de 3.83196º.
Este asteroide foi descoberto no dia 10 de maio de 1999 por LINEAR em Socorro.